# Archaefructus
Archaefructus (лат.) — вымерший олиготипный род цветковых растений неопределённого класса, одна из древнейших известных групп цветковых. Известен из нижнемеловых отложений (около 125 млн лет назад). Включается в гипотетическое монотипное семейство Archaefructaceae.
Все находки были сделаны на северо-востоке Китайской Народной Республики (провинция Ляонин) в формации Исянь. Описание первого вида было опубликовано в 1998 году. Возраст находок сначала определили как позднеюрский (в таком случае Archaefructus был бы древнейшим известным цветковым растением), но потом переопределили как раннемеловой (из этой эпохи известны и другие цветковые).

## Систематика
Род включает три вида:
- † Archaefructus eoflora
- † Archaefructus liaoningensis
- † Archaefructus sinensis

## Общие характеристики
Молекулярный анализ показывает, что покрытосеменные (цветковые) не имеют особенно близкого родства ни с одной другой группой современных семенных растений, и для выяснения их происхождения очень важны исследования ископаемых форм. Род Archaefructus включает одни из древнейших известных на данный момент покрытосеменных, хотя не исключено, что могут быть обнаружены и более древние таксоны. По мнению некоторых источников, именно Archaefructus является предком всех современных цветковых. По другой интерпретации, он относится не к базальным, а к довольно продвинутым цветковым, приспособленным к жизни в воде. Предполагается, что наиболее близкими современными родственниками Archaefructus являются водяные лилии (то есть представители семейства двудольных растений Кувшинковые).
Archaefructus — водные растения с примитивными чертами. Цветки были обоеполыми и как таковые ещё не были оформлены: у них отсутствовали лепестки, чашелистики, однако имелись тычинки, выполнявшие функцию воспроизводства. Растения могли быстро размножаться, что и позволяло им выживать. Ещё одной особенностью было наличие плода, сохранявшего находящиеся внутри него семена. Стебель типового вида A. sinensis был тонким, высотой примерно 51 см; его семена, предположительно, попадали в воду и прорастали недалеко от берега.